# لودفيغ تيك
لودفيج تيك (بالألمانية: Johann Ludwig Tieck) ـ (31 مايو 1773 ـ 28 أبريل 1853) كان شاعرا وكاتبا ومحررا ومترجما ينتمي لمدرسة الرومانتيكية في ألمانيا. نشر أيضا تحت أسماء مستعارة هي بيتر ليبيريشت وجوتليب فيربر.
درس التاريخ وفقه اللغة والأدب الحديث في هاله وجوتنجن وإرلانجن. وكان مهتما في فترة دراسته بشكسبير. قام برحلات آنذاك مع صديقه فاكنرودر إلى نورنبرغ وسويسرا. ودوّن مشاهداته وتجاربه في كتاب أدب رحلات شهير.
أصدر مجموعات شعرية وبعض الروايات منها ويليام لافل وعبد الله، أما روايته الأكثر شهرة فهي جولات فرانتس شتيرنبالد المنشورة عام 1798 وهي رواية تحكي قصة ورؤى فنان، أثر بها تيك على مسار الرواية الرومانتيكية الألمانية في تلك الفترة.
انضم إلى الأخوان شليجل وبعض الأدباء المؤيدين لحركة الرومانتيكية، وقادوا الحركة في مدينة يينا فيما يعرف بفترة بدايات الرومانتيكية. تعرف أيضا على جوته وشيلر، وأقام في عام 1801 في مدينة دريسدن.
له ترجمات من بينها دون كيخوته لسيربانتس الإسباني.

## روابط خارجية
- لودفيغ تيك على موقع IMDb (الإنجليزية)
- لودفيغ تيك على موقع الموسوعة البريطانية (الإنجليزية)
- لودفيغ تيك على موقع ميوزك برينز (الإنجليزية)
- لودفيغ تيك على موقع أول موفي (الإنجليزية)
- لودفيغ تيك على موقع إن إن دي بي (الإنجليزية)
- لودفيغ تيك على موقع ديسكوغز (الإنجليزية)
- لودفيغ تيك على موقع كينوبويسك (الروسية)